# Pohligshof (Leichlingen)
Pohligshof ist eine Hofschaft in der Stadt Leichlingen (Rheinland) im Rheinisch-Bergischen Kreis.

## Lage und Beschreibung
Pohligshof liegt nordöstlich des Leichlinger Zentrums auf der Leichlinger Hochfläche am Oberlauf des Schmerbachs nahe der Landesstraße 359. Nachbarorte sind Roderhof, Grünscheid, Bröden, Kempen, Hohlenweg, Dierath, Diepenbroich, Oberschmitte, Bennert, Buntenbach, Weide, Waltenrath, Schmerbach, Wachholder, Bergerhof, Bertenrath und Neuland.

## Geschichte
Der Pohligshof wurde erstmals 1487 als Poelych urkundlich erwähnt. Der Ortsname könnte möglicherweise von Mndd. pôl (= Pfuhl, Sumpf) abgeleitet sein. Die Karte Topographia Ducatus Montani aus dem Jahre 1715 zeigt den Hof unter dem Namen Poleg. Im 18. Jahrhundert gehörte der Ort zum Kirchspiel Leichlingen im bergischen Amt Miselohe. Die Topographische Aufnahme der Rheinlande von 1824 und die Preußische Uraufnahme von 1844 verzeichnet den Hof als Pohligshof.
1832 gehörte Pohligshof der Bürgermeisterei Leichlingen an. Der laut der Statistik und Topographie des Regierungsbezirks Düsseldorf als Ackergut kategorisierte Ort besaß zu dieser Zeit ein Wohnhaus und drei landwirtschaftliche Gebäude. Zu dieser Zeit lebten 13 Einwohner im Ort, allesamt katholischen Glaubens.
Im Gemeindelexikon für die Provinz Rheinland werden 1885 zwei Wohnhäuser mit 16 Einwohnern angegeben. 1895 besitzt der Ort zwei Wohnhäuser mit 15 Einwohnern, 1905 zwei Wohnhäuser und neun Einwohner.